# José Pereira
José Pereira (født 15. september 1931 i Torres Vedras, Portugal) er en tidligere portugisisk fodboldspiller (målmand).
Pereiras karriere strakte sig fra 1952 til 1971, og blev tilbragt hos henholdsvis Belenenses og Beira-Mar. Længst tid tilbragte han hos Belenenses, hvor han var tilknyttet i 15 sæsoner og var med til at vinde den portugisiske pokalturnering i 1960.
Pereira spillede, i årene 1965 og 1966, 11 kampe for Portugals landshold. Han var en del af det portugisiske hold, der vandt bronze ved VM i 1966 i England. Efter at konkurrenten Joaquim Carvalho havde spillet den første gruppekamp mod Ungarn, overtog Pereira pladsen i målet, og spillede de sidste fem af portugisernes kampe i turneringen, heriblandt bronzekampen mod Sovjetunionen.

## Titler
Taça de Portugal
- 1960 med Belenenses